# Jozef Višváder
Mgr. Jozef Višváder (též Višvader, * 12. července 1968) byl český exekutor z exekutorského úřadu Praha-západ. Známý je především tím, že na něj ministerstvo spravedlnosti a exekutorská komora podaly trestní oznámení kvůli zpronevěře 80 miliónů korun.
Ministerstvo také zahájilo proces jeho odvolání z funkce a od 21. března 2012 jej ve výkonu exekuční činnosti zastupoval soudní exekutor JUDr. Milan Makarius, Exekutorský úřad Praha-západ. Kárný senát Nejvyššího správního soudu jej ale funkce nezbavil a uložil mu pouze pokutu 1,5 milionu Kč. Podle soudu totiž nemohlo být přihlédnuto k tomu, že je trestně stíhán, a to dokonce vazebně, když tyto skutečnosti ministerstvo do své kárné žaloby nezahrnulo. Výkon jeho úřadu ale nakonec zanikl ke dni 7. října 2013. Do uvolněného úřadu byl v dubnu 2014 jmenován Mgr. Jan Beneš.

## Zpronevěra
Společnost Geosan Group jako povinný v exekučním řízení měla Višváderovi v prosinci 2011 složit na účet jistotu ve výši 80 269 144 Kč, exekutor ale peníze vybral a na jakékoliv pokusy o kontakt nereagoval. Policie po něm vyhlásila celostátní pátrání. Obvodní soud pro Prahu 5 na Višvádera vydal evropský zatykač pro podezření ze zpronevěry a zneužití pravomoci úřední osoby a 24. března 2012 byl rumunskými policisty zadržen u města Siret, když se snažil dostat přes hranice do Ukrajiny. Již v době zmizení byl Višváder pravomocně odsouzený za jiný trestný čin a čekal ho nástup do vězení.
16. dubna 2013 byla na něj podána obžaloba pro zpronevěru a zneužití pravomoci úřední osoby.

## Vazby na Pavla Němce
V roce 2006 navrhla exekutorská komora tehdejšímu ministru spravedlnosti Pavlu Němcovi, aby ho zbavil funkce. Byl totiž pravomocně odsouzen kvůli podvodu, kterého se dopustil ještě před působením ve funkci exekutora. Němec však návrhu nevyhověl a Višvádera neodvolal.

## Podnikání
Višváder též již od roku 1991 podniká jako společník ve společnosti Gastter z Černošic, což se od roku 2001, kdy byl jmenován soudním exekutorem, neslučuje se zákonem. Zároveň působil souběžně s exekutorským titulem jako člen představenstva, dozorčí rady, ředitel, prokurista, společník a jednatel v dalších čtyřech obchodních a investičních společnostech. Ve firmě Superior vystoupil z představenstva až v listopadu 2005 a coby jediný akcionář byl vymazán v lednu 2006, tedy zhruba až čtyři roky po jmenování exekutorem.
Od 12. května 2011 se Višváder coby majitel pozemků podílel na plnění nelegální skládky v Roztokách, proti které následně místní obyvatelé protestovali.